# マイケル・デュベリー
マイケル・ウェイン・デュベリー（Michael Wayne Duberry, 1975年10月14日 - ）は、イングランド・インフィールド出身の元サッカー選手。現役時代のポジションはディフェンダー（DF）。

## 経歴
2012-13シーズン限りでフットボールリーグ2のオックスフォード・ユナイテッドFCを退団。翌シーズンからヘンドンFCでプレーしていたが、2013年10月2日に現役引退を表明した。

## 所属クラブ
- チェルシーFC 1993-1999

→  AFCボーンマス 1995 (loan)
- リーズ・ユナイテッドAFC 1999-2005

→  ストーク・シティFC 2004-2005 (loan)
- ストーク・シティFC 2005-2007
- レディングFC 2007-2009
- ウィコム・ワンダラーズFC 2009-2010
- セント・ジョンストンFC 2010-2011
- オックスフォード・ユナイテッドFC 2011-2013
- ヘンドンFC 2013